# Cambridgea longipes
Cambridgea longipes là một loài nhện trong họ Stiphidiidae.
Loài này thuộc chi Cambridgea. Cambridgea longipes được A. D. Blest & C. J. Vink miêu tả năm 2000.